# Cabira pilargiformis
Cabira pilargiformis är en ringmaskart som först beskrevs av Uschakov och Wu 1962.  Cabira pilargiformis ingår i släktet Cabira och familjen Pilargidae. Utöver nominatformen finns också underarten C. p. japonica.